# Senji Ryakketsu
Senji Ryakketsu (占 事略 决)(lit. O Resumo de Julgamentos de Divindades) é um dos textos escritos pelo lendário Abe no Seimei durante o Período Heian no Japão. É atribuída a Seimei uma vez que contém um capítulo que claramente leva seu nome.

## Conteúdo
O texto contém seis mil previsões e 36 técnicas de leitura das mãos baseadas em adivinhação por meio do uso de shikigami. Muitas dessas adivinhações são relacionadas a eventos do cotidiano tais como determinar o sexo de um feto, encontrar objetos perdidos ou ausentes, e conselhos sobre como levar sua vida pessoal.

## Cultura Popular
No mangá Shaman King, este livro parece ser a inspiração que levou à criação do livro místico chamado Chou Senji Ryakketsu contendo os pensamentos e segredos de Hao Asakura.